# Eishōsai Chōki
Eishōsai Chōki (fin du XVIIIe- début du XIXe siècle) fut un artiste d'estampes ukiyo-e.
Si son style général s'inscrit dans la lignée de celui de Utamaro, il possède cependant certaines caractéristiques propres, et en particulier sa façon de peindre des atmosphères élégiaques et poétiques, qui se réfèrent à l'héritage de Kiyonaga, voire de Harunobu.

## Annexes

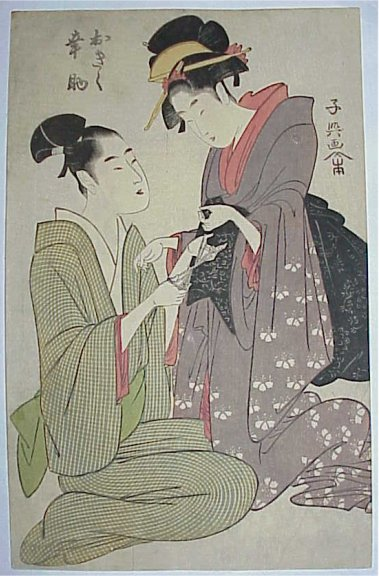
Les amoureux, Okiku and Yosuke, jouent au berceau du chat, par Eishōsai Chōki, 1804